# Carlos Alberto Gomes de Lima
Carlos Alberto Gomes de Lima, mais conhecido como Carlos Alberto (Mineiros, 15 de julho de 1987), é um futebolista brasileiro que atua como atacante. Atualmente está no Tiradentes-CE.

## Títulos
Ceará
- Campeonato Cearense: 2006

Fortaleza
- Campeonato Cearense: 2008

Icasa
- Campeonato Cearense - Série B: 2010

Guarany de Sobral
- Campeonato Brasileiro - Série D: 2010

## Artilharias
- Campeonato Português II Divisão de 2011/2012: (10 gols)
- Campeonato Cearense: 2007 (14 gols)[1]
- Copa Fares Lopes: 2014 (5 gols)[2]